# CinéGroupe
 (mai 2020).
Si vous disposez d'ouvrages ou d'articles de référence ou si vous connaissez des sites web de qualité traitant du thème abordé ici, merci de compléter l'article en donnant les références utiles à sa vérifiabilité et en les liant à la section « Notes et références ».
CinéGroupe est un studio d'animation fondé à Montréal au Québec en 1974. Les films de cette compagnie ont été diffusés dans 125 pays.
Leur tout premier film était Un souhait pour Noël (Richie Rich's Christmas Wish).[réf. nécessaire]
En 2001, CinéGroupe signe un accord avec Telescene pour produire une société de production et de distribution
En 2002, la compagnie s'est associée avec Star Records pour créer une distribution nommée CinéGroupe/Star. Le partenariat s'est achevé en 2004.
Elle s'associe également à NewKidCo International pour développer des jeux vidéo sur GameBoyAdvance.

## Filmographie

### Films
- Un souhait pour noël ou Richie Rich's Christmas Wish
- Heavy Metal 2000 (Distribuée par Columbia TriStar Home Video)
- Bratz : La Star Party (Co-production avec MGA Entertainment et Toon City Animation, distribuée par 20th Century Fox Home Entertainment)
- Pinocchio le robot (Co-production avec Filmax et Animakids, distribuée par Christal Films)

### Séries
- Les Décalés du cosmos (Co-production avec Film Roman et NIC Entertainment)
- La Bande à Ovide (Co-production avec Odec Kid Cartoons)
- Sharky et Georges
- Les Oursons volants (Co-production avec Télé Images et ZAGREB FILM d.d.)
- Léa et Gaspard (Co-production avec Télé Images)
- Sagwa (Co-production avec Cukoo's Nest, Sesame Workshop et Industrial FX Productions)
- Drole de voyou (Co-production avec Saban Entertainment et Sunwoo & Company)
- Méga Bébés
- Quasimodo (1996, co-productions avec Télé Images et Astral Media)